# Глубокая Долина (Харьковская область)
Глубокая Долина (укр. Глибока Долина) — село,
Соколовский сельский совет,
Змиёвский район,
Харьковская область, Украина.
Код КОАТУУ — 6321785004. Население по переписи 2001 года составляет 46 (24/22 м/ж) человек.

## Географическое положение
Село Глубокая Долина находится на расстоянии в 3,5 км от реки Мжа (правый берег), в 1-м км от села Борочек Второй, в 4-х км — Соколово, на расстоянии в 1,5 км — железнодорожная станция Платформа 829 км и автомобильная дорога Т-2107.
К селу примыкает лесной массив лес Роганский (дуб).
По селу протекает пересыхающий ручей с запрудой.

## История
- 1680 — дата основания.